# Nati nel 1964/Maggio
| Questa pagina contiene informazioni ricavate automaticamente dalle voci biografiche con l'ausilio del template Bio e di un bot. L'aggiornamento è periodico e automatico e ricostruisce completamente la pagina. Se manca una persona in questa lista, sei pregato di non aggiungerla, ma accertati piuttosto che la sua voce biografica contenga il template Bio e che i dati anagrafici siano correttamente compilati. Se il template Bio manca, inseriscilo tu stesso o, in alternativa, metti l'avviso {{tmp\|Bio}} che ne segnala la mancanza. Se i dati riportati sono sbagliati, correggi direttamente la voce biografica; le modifiche saranno visibili in questa lista entro pochi giorni. Per chiarimenti vedi il progetto biografie. La lista contiene solo le 339 persone che sono citate nell'enciclopedia e per le quali è stato implementato correttamente il template Bio. Pagina aggiornata al 10 ago 2025. |

- 1º maggio - Joanna Adler, attrice statunitense
- 1º maggio - Jeff Bregel, ex giocatore di football americano statunitense
- 1º maggio - Francesco Cardelli, ex sciatore alpino sammarinese
- 1º maggio - John Clay, ex giocatore di football americano statunitense
- 1º maggio - Scott Coffey, attore e regista statunitense
- 1º maggio - Hisataka Fujikawa, ex calciatore giapponese
- 1º maggio - Yvonne van Gennip, ex pattinatrice di velocità su ghiaccio olandese
- 1º maggio - Yūichirō Oguro, regista, sceneggiatore e scrittore giapponese
- 1º maggio - Auro Palomba, giornalista e dirigente d'azienda italiano
- 1º maggio - Maria Plakidi, attrice, doppiatrice e direttrice del doppiaggio greca
- 1º maggio - Bruno Ravel, bassista statunitense
- 1º maggio - Paco Tous, attore spagnolo
- 1º maggio - Maurice Dean Wint, attore canadese
- 1º maggio - Lijia Zhang, scrittrice e giornalista cinese
- 2 maggio - Éric Elmosnino, attore francese
- 2 maggio - Mark Gregory, attore italiano († 2013)
- 2 maggio - Elisabet Gustafson, giocatrice di curling svedese
- 2 maggio - Silvia Neid, allenatrice di calcio e ex calciatrice tedesca
- 2 maggio - Erwin Nijboer, ex ciclista su strada e ex ciclocrossista olandese
- 2 maggio - Ricki Osterthun, ex tennista tedesco
- 2 maggio - Adriano Pezzoli, fondista di corsa in montagna italiano
- 2 maggio - Jarosław Zyskowski, ex cestista e allenatore di pallacanestro polacco
- 3 maggio - Daniel Angelici, imprenditore, avvocato e dirigente sportivo argentino
- 3 maggio - Wil Boessen, allenatore di calcio e ex calciatore olandese
- 3 maggio - István Brockhauser, ex calciatore e ex giocatore di calcio a 5 ungherese
- 3 maggio - Sterling Campbell, batterista statunitense
- 3 maggio - Floriana Garuccio, ex cestista e allenatrice di pallacanestro italiana
- 3 maggio - Ron Hextall, dirigente sportivo e ex hockeista su ghiaccio canadese
- 3 maggio - Robert Kościelniakowski, ex schermidore polacco
- 3 maggio - Mai Chao, allenatore di calcio e ex calciatore cinese
- 3 maggio - Hashem Safieddine, religioso e politico libanese († 2024)
- 4 maggio - Silvia Costa, ex altista cubana
- 4 maggio - Joseph Gallagher, scacchista britannico
- 4 maggio - Gary Holt, chitarrista statunitense
- 4 maggio - Ibrahim Mohamed Solih, politico maldiviano
- 4 maggio - Christine Larsson, ex cestista svedese
- 4 maggio - Mark Leduc, pugile canadese († 2009)
- 4 maggio - Roy Lønhøiden, cantante norvegese
- 4 maggio - Igors Miglinieks, ex cestista e allenatore di pallacanestro lettone
- 4 maggio - Goran Prpić, allenatore di tennis e ex tennista jugoslavo
- 4 maggio - Rocco Siffredi, ex attore pornografico italiano
- 4 maggio - Muharrem İnce, politico, scrittore e insegnante turco
- 5 maggio - Bob Buczkowski, giocatore di football americano statunitense († 2018)
- 5 maggio - Maurizio Catenacci, ex hockeista su ghiaccio italiano
- 5 maggio - Jean-François Copé, politico francese
- 5 maggio - Rostam Ghasemi, politico e generale iraniano († 2022)
- 5 maggio - Tom Gulbrandsen, ex calciatore norvegese
- 5 maggio - Heike Henkel, ex altista tedesca
- 5 maggio - Jang Jung, allenatore di calcio e ex calciatore sudcoreano
- 5 maggio - Alberto Mastromarino, baritono italiano († 2025)
- 5 maggio - Michael Mukoma, ex maratoneta keniota
- 5 maggio - Don Payne, sceneggiatore e produttore televisivo statunitense († 2013)
- 5 maggio - Alessandra Sardoni, giornalista italiana
- 5 maggio - Mauro Sarni, culturista italiano
- 5 maggio - Saverio Simonelli, giornalista, scrittore e traduttore italiano
- 5 maggio - Minami Takayama, doppiatrice e cantante giapponese
- 6 maggio - Andrea Chiesa, pilota automobilistico svizzero
- 6 maggio - Stefano Dal Lago, hockeista su pista italiano († 1988)
- 6 maggio - Roberto Franco, ex sciatore freestyle italiano
- 6 maggio - Jürgen Grabher, ex sciatore alpino austriaco
- 6 maggio - Dana Hill, doppiatrice e attrice statunitense († 1996)
- 6 maggio - Myron Jackson, ex cestista statunitense
- 6 maggio - Brian Knobbs, wrestler statunitense
- 6 maggio - Lars Mikkelsen, attore danese
- 6 maggio - Roland Pfeifer, allenatore di sci alpino e ex sciatore alpino austriaco
- 6 maggio - Celeste Saulo, meteorologa, diplomatica e funzionaria argentina
- 7 maggio - Gianni Berrino, politico italiano
- 7 maggio - Sandro Bertaggia, allenatore di hockey su ghiaccio e ex hockeista su ghiaccio svizzero
- 7 maggio - Ivano Biagi, ex pugile italiano
- 7 maggio - Massimo Cierro, ex tennista italiano
- 7 maggio - Ronnie Harmon, ex giocatore di football americano statunitense
- 7 maggio - István Hiller, politico ungherese
- 7 maggio - Guido Hinterseer, ex sciatore alpino austriaco
- 7 maggio - Giuseppe Iachini, allenatore di calcio, dirigente sportivo e ex calciatore italiano
- 7 maggio - Ignacio Ibáñez, ex calciatore spagnolo
- 7 maggio - Denis Mandarino, artista, compositore e scrittore brasiliano
- 7 maggio - Stefano Meloccaro, giornalista, personaggio televisivo e conduttore radiofonico italiano
- 7 maggio - Leslie O'Neal, ex giocatore di football americano statunitense
- 7 maggio - Elliot Perlman, scrittore australiano
- 7 maggio - Claudio Peverani, dirigente sportivo e ex calciatore sammarinese
- 7 maggio - Pjer Žalica, regista e sceneggiatore bosniaco
- 8 maggio - Päivi Alafrantti, ex giavellottista finlandese
- 8 maggio - Krista Errickson, attrice, giornalista e produttrice televisiva statunitense
- 8 maggio - Melissa Gilbert, attrice, scrittrice e produttrice cinematografica statunitense
- 8 maggio - Niels Jensen, cantante e attore danese
- 8 maggio - Aleksandr Karpilovskij, attore e regista sovietico
- 8 maggio - Bobby Labonte, pilota automobilistico statunitense
- 8 maggio - Alberto Laurenti, compositore e musicista italiano
- 8 maggio - Dragan Lazarević, fumettista e illustratore serbo
- 8 maggio - Luís Fernando Ortiz, ex giocatore di calcio a 5 brasiliano
- 8 maggio - Dragan Perić, ex pesista serbo
- 8 maggio - Richard Reelie, ex atleta paralimpico canadese
- 8 maggio - Ari Rosenberg, ex cestista canadese
- 8 maggio - Dave Rowntree, batterista e percussionista britannico
- 8 maggio - Shin Yeon-ho, ex calciatore sudcoreano
- 8 maggio - Gunilla Wictorin, ex cestista svedese
- 9 maggio - Genar Andrinua, ex calciatore spagnolo
- 9 maggio - Paulo Sérgio Baptista, ex giocatore di calcio a 5 brasiliano
- 9 maggio - Flavio Giupponi, ex ciclista su strada e dirigente sportivo italiano
- 9 maggio - Lemone Lampley, ex cestista statunitense
- 9 maggio - Mika Lipponen, ex calciatore finlandese
- 9 maggio - Loredana Nicosia, attrice, doppiatrice e direttrice del doppiaggio italiana
- 9 maggio - Richard Pramotton, ex sciatore alpino italiano
- 9 maggio - Ian Richardson, ex calciatore inglese
- 9 maggio - Stephen Christopher Rowell, storico e traduttore britannico
- 9 maggio - Sonja Sohn, attrice statunitense
- 9 maggio - Frédérique Vidal, politica e biochimica francese
- 9 maggio - Aleksandăr Vărbanov, ex sollevatore bulgaro
- 10 maggio - Sofia Amoddio, politica italiana
- 10 maggio - Diego Baiardi, pianista e tastierista italiano
- 10 maggio - Gitta Connemann, avvocato e politica tedesca
- 10 maggio - Emmanuelle Devos, attrice francese
- 10 maggio - Velimir Gašić, allenatore di pallacanestro serbo
- 10 maggio - Luca Gattuso, conduttore radiofonico e giornalista italiano
- 10 maggio - Massimo Iacopini, ex cestista e dirigente sportivo italiano
- 10 maggio - Mario Panzeri, alpinista italiano
- 10 maggio - Mike Richmond, ex cestista statunitense
- 11 maggio - Charlotte d'Amboise, ballerina, attrice e cantante statunitense
- 11 maggio - Marina Benedetti, storica italiana
- 11 maggio - Claudio Chillemi, scrittore italiano
- 11 maggio - Enrico Grimani, ex ciclista su strada italiano
- 11 maggio - John Letts, ex tennista statunitense
- 11 maggio - Angelo Lorenzetti, allenatore di pallavolo italiano
- 11 maggio - Tim Blake Nelson, attore e regista statunitense
- 11 maggio - John Parrott, giocatore di snooker inglese
- 12 maggio - Alessandro Baccini, oboista italiano
- 12 maggio - José Casanova, calciatore peruviano († 1987)
- 12 maggio - Jacques Deckousshoud, ex calciatore gabonese
- 12 maggio - Marco Di Stefano, politico italiano
- 12 maggio - Julian Gardner, ex rugbista a 15 e allenatore di rugby a 15 australiano
- 12 maggio - Danilo Giani, ex cestista italiano
- 12 maggio - Ainārs Linards, ex calciatore lettone
- 12 maggio - Julius Maada Bio, politico e militare sierraleonese
- 12 maggio - Pierre Morel, direttore della fotografia e regista francese
- 12 maggio - Ferdinand von Schirach, avvocato e scrittore tedesco
- 12 maggio - Stefan Schostok, politico tedesco
- 12 maggio - Bart Somers, politico belga
- 12 maggio - Csaba Sógor, politico romeno
- 12 maggio - Jorge Theiler, allenatore di calcio e ex calciatore argentino
- 13 maggio - Bae Jong-ok, attrice sudcoreana
- 13 maggio - Stephen Colbert, comico e conduttore televisivo statunitense
- 13 maggio - Ronnie Coleman, culturista statunitense
- 13 maggio - Chris Gibson, politico e militare statunitense
- 13 maggio - Ray Lloyd, wrestler, artista marziale e attore statunitense
- 13 maggio - Sara Gomer, ex tennista britannica
- 13 maggio - Chris Maitland, batterista britannico
- 13 maggio - Maša Rasputina, cantante russa
- 13 maggio - Sakichi Satō, regista, sceneggiatore e attore giapponese
- 13 maggio - Andrea Sironi, economista italiano
- 13 maggio - Jordi Sánchez, attore spagnolo
- 13 maggio - Tom Verica, attore e regista statunitense
- 13 maggio - Claudio Zoli, cantante, compositore e chitarrista brasiliano
- 14 maggio - Walter Berry, ex cestista statunitense
- 14 maggio - Angelo Consagra, ex calciatore italiano
- 14 maggio - François Denis, ex calciatore francese
- 14 maggio - Néstor Gorosito, allenatore di calcio e ex calciatore argentino
- 14 maggio - James McNeal Kelly, ex astronauta statunitense
- 14 maggio - Eric Peterson, chitarrista statunitense
- 14 maggio - Rosen Plevneliev, politico bulgaro
- 14 maggio - Nancy Sorel, attrice statunitense
- 14 maggio - Geert Stuyver, vescovo belga
- 14 maggio - Sandro Vignini, calciatore italiano († 2005)
- 15 maggio - Andrej Afanas'ev, allenatore di calcio e ex calciatore russo
- 15 maggio - Toca, ex giocatore di calcio a 5 brasiliano
- 15 maggio - Sulejman Demollari, allenatore di calcio e ex calciatore albanese
- 15 maggio - Massimo Gregori, ex calciatore italiano
- 15 maggio - Levi Henriksen, scrittore e cantautore norvegese
- 15 maggio - Giorgio Mastrota, personaggio televisivo e conduttore televisivo italiano
- 15 maggio - David Nakhid, allenatore di calcio e ex calciatore trinidadiano
- 15 maggio - Lars Løkke Rasmussen, politico danese
- 15 maggio - Pedro Rodríguez Fernández, ex cestista spagnolo
- 15 maggio - Silvana Snider, politica italiana
- 16 maggio - Antonio De Vitis, dirigente sportivo, allenatore di calcio e ex calciatore italiano
- 16 maggio - Peter Fieber, ex calciatore cecoslovacco
- 16 maggio - Rebecca Front, attrice, scrittrice e comica britannica
- 16 maggio - Jeong Myeong-hui, ex cestista sudcoreana
- 16 maggio - Niklas Lindqvist, ex sciatore alpino svedese
- 16 maggio - John Salley, ex cestista, attivista e imprenditore statunitense
- 16 maggio - Massimo Sbaragli, ex cestista italiano
- 16 maggio - Gloria Sirabella, attrice italiana
- 16 maggio - Luigi Voltattorni, allenatore di calcio e ex calciatore italiano
- 16 maggio - Kobus Wiese, ex rugbista a 15 e imprenditore sudafricano
- 17 maggio - Garbiñe Abasolo, modella spagnola
- 17 maggio - Francesco Abate, scrittore e giornalista italiano
- 17 maggio - Stratos Apostolakīs, allenatore di calcio e ex calciatore greco
- 17 maggio - Nancy Benoit, wrestler e modella statunitense († 2007)
- 17 maggio - David Eigenberg, attore statunitense
- 17 maggio - Russell Gilbrook, batterista britannico
- 17 maggio - Gabriele Gnani, pilota motociclistico italiano
- 17 maggio - Alfons Groenendijk, allenatore di calcio e ex calciatore olandese
- 17 maggio - Menno Oosting, tennista olandese († 1999)
- 17 maggio - Dave Popson, ex cestista statunitense
- 17 maggio - Fumihiko Sori, regista, produttore cinematografico e effettista giapponese
- 17 maggio - Angelo Tosi, ex ciclista su strada e ciclocrossista italiano
- 18 maggio - Rick Boh, ex hockeista su ghiaccio canadese
- 18 maggio - Satoru Mochizuki, ex calciatore giapponese
- 18 maggio - Ken Narita, doppiatore e attore giapponese
- 18 maggio - Robert Platek, imprenditore e dirigente sportivo statunitense
- 18 maggio - Jón Erling Ragnarsson, ex calciatore islandese
- 18 maggio - Michael Rogers, attore canadese
- 18 maggio - Balie Swart, ex rugbista a 15, allenatore di rugby a 15 e dirigente sportivo sudafricano
- 18 maggio - Per Sætersdal, ex canottiere norvegese
- 18 maggio - Paolo Vallesi, cantautore italiano
- 18 maggio - Luca Vitone, artista italiano
- 18 maggio - Will Wolford, ex giocatore di football americano statunitense
- 19 maggio - Antonino Barraco, allenatore di calcio e ex calciatore italiano
- 19 maggio - Marco De Pasquale, ex velocista italiano
- 19 maggio - Dale Ervine, ex calciatore e ex giocatore di calcio a 5 statunitense
- 19 maggio - Berel Lazar, rabbino e mistico italiano
- 19 maggio - Miloslav Mečíř, ex tennista e allenatore di tennis cecoslovacco
- 19 maggio - Dennis Mizzi, ex calciatore maltese
- 19 maggio - Gitanas Nausėda, economista e politico lituano
- 19 maggio - Lawrence Ng, attore cinese
- 19 maggio - Samuel Okwaraji, calciatore nigeriano († 1989)
- 19 maggio - Enrico Saraceni, velocista italiano
- 19 maggio - Sean Whalen, attore statunitense
- 20 maggio - Miodrag Belodedici, ex calciatore rumeno
- 20 maggio - Ol'ga Bogoslovskaja, ex velocista russa
- 20 maggio - Javier García Coll, ex cestista e allenatore di pallacanestro spagnolo
- 20 maggio - Fabienne Godet, regista e sceneggiatrice francese
- 20 maggio - Petr Kellner, imprenditore ceco († 2021)
- 20 maggio - Vesela Lečeva, ex tiratrice a segno bulgara
- 20 maggio - Monica Maggioni, giornalista e conduttrice televisiva italiana
- 20 maggio - Pierpaolo Pedroni, rugbista a 15 e arbitro di rugby a 15 italiano († 2009)
- 20 maggio - Fatemeh Rahbar, politica iraniana († 2020)
- 20 maggio - Paul William Richards, ex astronauta e ingegnere statunitense
- 20 maggio - Charles Spencer, IX conte Spencer, nobile inglese
- 20 maggio - P. T. Usha, ex velocista, ex ostacolista e politica indiana
- 20 maggio - Luca Valtorta, giornalista italiano
- 21 maggio - Massimo Bergamin, politico italiano
- 21 maggio - Armin Eichholz, ex canottiere tedesco
- 21 maggio - Costas Kapitanis, ex arbitro di calcio cipriota
- 21 maggio - Per Nyqvist, ex pentatleta svedese
- 21 maggio - Paola Saluzzi, giornalista e conduttrice televisiva italiana
- 21 maggio - Maria Semple, sceneggiatrice statunitense
- 21 maggio - Miriam Toews, scrittrice canadese
- 22 maggio - Ramūnas Butautas, allenatore di pallacanestro e ex cestista lituano
- 22 maggio - Edmondo Cirielli, politico e generale italiano
- 22 maggio - Carlo D'Amicis, scrittore e conduttore radiofonico italiano
- 22 maggio - Hossein Ensan, giocatore di poker iraniano
- 22 maggio - Pietro Fiocchi, politico e imprenditore italiano
- 22 maggio - John Fury, pugile irlandese
- 22 maggio - Jordan Kolev, ex cestista bulgaro
- 22 maggio - Mark Christopher Lawrence, attore e comico statunitense
- 22 maggio - Li Jinhe, ex sollevatore cinese
- 22 maggio - Park Chan-mi, ex cestista sudcoreana
- 22 maggio - Majja Usova, ex danzatrice su ghiaccio sovietica
- 23 maggio - Bungaro, cantautore italiano
- 23 maggio - Umberto Coppari, ex cestista italiano
- 23 maggio - Carrie Crowley, attrice e conduttrice televisiva irlandese
- 23 maggio - Kenny Gattison, ex cestista e allenatore di pallacanestro statunitense
- 23 maggio - Ruth Metzler-Arnold, politica svizzera
- 23 maggio - Alfonso Mora, tennista venezuelano
- 23 maggio - William T. Stromberg, compositore e direttore d'orchestra statunitense
- 24 maggio - Raed Arafat, medico e politico rumeno
- 24 maggio - Marjan van Dulmen, ex cestista olandese
- 24 maggio - Kazuhiro Fujita, fumettista giapponese
- 24 maggio - Clayton Gerein, atleta paralimpico canadese († 2010)
- 24 maggio - Monika Hess, ex sciatrice alpina svizzera
- 24 maggio - Markku Kanerva, allenatore di calcio e ex calciatore finlandese
- 24 maggio - Erik Lindh, tennistavolista svedese
- 24 maggio - Capricia Marshall, avvocato, funzionario e diplomatica statunitense
- 24 maggio - Liz McColgan, ex mezzofondista e maratoneta britannica
- 24 maggio - Adrian Moorhouse, ex nuotatore britannico
- 24 maggio - Rolando Ferreira, ex cestista brasiliano
- 24 maggio - Richard Tavares, ex calciatore uruguaiano
- 24 maggio - Pat Verbeek, dirigente sportivo e ex hockeista su ghiaccio canadese
- 24 maggio - Tony Vitale, regista, scenografo e produttore cinematografico statunitense
- 25 maggio - Maurizio Argentieri, tecnico del suono italiano
- 25 maggio - Ivan Bella, cosmonauta slovacco
- 25 maggio - Philippe Jaenada, scrittore francese
- 25 maggio - Kārlis Muižnieks, ex cestista e allenatore di pallacanestro lettone
- 25 maggio - Shōji Murahama, animatore e produttore cinematografico giapponese
- 25 maggio - Edelmis Márquez, ex schermitrice cubana
- 25 maggio - Ernest Ngboko Ngombe, arcivescovo cattolico della Repubblica Democratica del Congo
- 25 maggio - Takao Ōishi, ex calciatore giapponese
- 25 maggio - Tahir Sinani, militare kosovaro († 2001)
- 25 maggio - Ray Stevenson, attore britannico († 2023)
- 26 maggio - Mike Browning, batterista e cantante statunitense
- 26 maggio - Chito Gascon, politico e attivista filippino († 2021)
- 26 maggio - Róbert Gátai, ex schermidore ungherese
- 26 maggio - Caitlín R. Kiernan, scrittrice e paleontologa statunitense
- 26 maggio - Lenny Kravitz, cantautore, polistrumentista e produttore discografico statunitense
- 26 maggio - Javier Parrado, compositore boliviano
- 26 maggio - Argyrīs Pedoulakīs, ex cestista, allenatore di pallacanestro e dirigente sportivo greco
- 26 maggio - Valerij Borisovič Salov, scacchista russo
- 26 maggio - Shi Zhengli, virologa cinese
- 26 maggio - Edu Torres, allenatore di pallacanestro spagnolo
- 27 maggio - Giusy Amato, attrice e conduttrice televisiva italiana
- 27 maggio - Adam Carolla, attore, doppiatore e conduttore radiofonico statunitense
- 27 maggio - Yves Caumon, regista francese
- 27 maggio - Guerrino Cerebuch, ex arbitro di pallacanestro italiano
- 27 maggio - Marco Gabriele, dirigente sportivo e ex arbitro di calcio italiano
- 27 maggio - Stephen Lovatt, attore neozelandese
- 27 maggio - Michail Misunov, ex cestista russo
- 27 maggio - Elena Yoncheva, giornalista e politica bulgara
- 27 maggio - João Ricardo, attore portoghese († 2017)
- 27 maggio - Pekka Vehkonen, pilota motociclistico finlandese
- 27 maggio - Mario Véner, ex calciatore argentino
- 28 maggio - David Baddiel, scrittore, sceneggiatore e regista britannico
- 28 maggio - Jeff Fenech, ex pugile australiano
- 28 maggio - Armen Gilliam, cestista e allenatore di pallacanestro statunitense († 2011)
- 28 maggio - Beth Herr, ex tennista statunitense
- 28 maggio - April McClain-Delaney, politica statunitense
- 28 maggio - Christa Miller, attrice statunitense
- 28 maggio - Phil Vassar, cantautore statunitense
- 28 maggio - Yuhanon Mar Dioscoros, arcivescovo cristiano orientale indiano
- 29 maggio - Emanuele Cisi, sassofonista italiano
- 29 maggio - Pascal Donnadieu, allenatore di pallacanestro francese
- 29 maggio - Steve Francis, ex calciatore inglese
- 29 maggio - Connie Hansen, ex atleta paralimpica danese
- 29 maggio - Mark Hartill, ex rugbista a 15 e allenatore di rugby a 15 australiano
- 29 maggio - Kim Min-seok, politico sudcoreano
- 29 maggio - Markku Pusenius, ex saltatore con gli sci finlandese
- 29 maggio - Charles Scerri, ex calciatore maltese
- 30 maggio - Raffaello Alliegro, ex mezzofondista e maratoneta italiano
- 30 maggio - Walter Arena, marciatore italiano
- 30 maggio - Nathalie Desplat, ex cestista belga
- 30 maggio - Gia Dvali, fisico georgiano
- 30 maggio - Pete Gardner, attore statunitense
- 30 maggio - Wynonna Judd, cantante statunitense
- 30 maggio - Pierluigi Marquis, politico italiano
- 30 maggio - Andrea Montermini, pilota automobilistico italiano
- 30 maggio - Tom Morello, chitarrista, cantautore e attivista statunitense
- 30 maggio - Dominic Pressley, cestista statunitense († 1997)
- 30 maggio - Corinne Schmidhauser, politica, dirigente sportiva e ex sciatrice alpina svizzera
- 30 maggio - Chris Sharrock, batterista britannico
- 30 maggio - Mark Sheppard, attore e musicista britannico
- 30 maggio - Rose Troche, regista e sceneggiatrice statunitense
- 31 maggio - José Ángel Arcega, ex cestista spagnolo
- 31 maggio - Elena Belci, ex pattinatrice di velocità su ghiaccio italiana
- 31 maggio - Stéphane Caristan, ex ostacolista francese
- 31 maggio - Billy Davies, allenatore di calcio scozzese
- 31 maggio - Yukio Edano, politico giapponese
- 31 maggio - Scotti Hill, chitarrista statunitense
- 31 maggio - Darryl McDaniels, rapper statunitense
- 31 maggio - Giacomo Modica, allenatore di calcio e ex calciatore italiano
- 31 maggio - Pasquale Sollo, politico italiano
- 31 maggio - Bedřich Ščerban, ex hockeista su ghiaccio ceco